# Višnu
Višnu je jedan od tri boga (pored Brahme i Šive) u hinduizmu. Ima sedam oblika, a žena mu je Lakšmi.
Obično ga prikazuju kao mladića tamnoplave boje koji u svoje četiri ruke drži četiri atributa: školjku, disk, toljagu i lotosov cvijet.
Hinduisti vjeruju da on često silazi na zemlju da kazni zločince i nagradi dobre ljude. Ova silaženja (avatari) ili inkarnacije su omiljen predmet indijskog pjesništva.